# Тайлер, Миа
Миа Тайлер (англ. Mia Tyler; род. 22 декабря 1978 год, урождённая Миа Эбигейл Талларико, англ. Mia Abagale Tallarico) — американская «plus-size»-модель, актриса, адвокат.

## Биография
Миа Эбигейл Тайлер родилась 22 декабря 1978 года в семье рок-музыканта, фронтмена группы Aerosmith Стивена Тайлера и модели и актрисы Сиринды Фокс. Миа является единокровной сестрой известной актрисы Лив Тайлер, а также у неё есть единокровные сестра Челси Талларико (1989) и брат Тай Талларико (1991), рождённые от второго брака её отца с Терезой Бэррик.
Родители Мии развелись в 1987 году. В 1990 Миа переехала в Нью-Йорк, где посещала Manhattan’s Professional Children’s School.

## Карьера
Миа является моделью-«plus-size» и дизайнером. В феврале 2009 года создала собственную линию одежды под названием REVOLUTION 1228.
В 17 лет появилась на шоу MTV о моделях, их жизни, работе и проблемах — «House of Style». Также появлялась на обложках многих элитных журналов.
В 2005 году была частью реалити-шоу Celebrity Fit Club, в котором показывалась жизнь и попытки сбросить вес восьми знаменитостей с избыточным весом, а также была гостьей на другом реалити-шоу «Really Rich Real Estate» в 2006 году. В марте 2009 года была судьёй на шоу «Pretty Wicked», в котором происходили соревнования женщин с высокой самооценкой.
В 2008 году Миа выпустила автобиографию под названием «Creating Myself» о своей борьбе с весом, о часто нелегких взаимоотношениях с матерью и борьбе с наркоманией и членовредительством.
Миа Тайлер организовала компанию, которая будет заниматься менеджментом артистов в жанрах рок и металл.

## Личная жизнь
С 25 октября 2003 по 2005 год Миа была замужем за барабанщиком группы Papa Roach Дэйвом Бакнером. Свадьба была проведена прямо на сцене концерта Aerosmith в MGM Grand Arena в Лас-Вегасе, Невада, что стало дополнительным сюрпризом для аудитории.
В ноябре 2007 года Миа была помолвлена с гитаристом Брайаном Харом (Brian Harrah), но их отношения закончились в августе 2008.
В настоящее время Миа встречается с Дэном Хэйленом. 14 ноября 2016 года стало известно, что пара ожидает появления своего первенца весной. 10 мая 2017 года у пары родился сын — Экстон Джозеф Хэйлен.
Миа обладательница множественных татуировок. Например, они с Дэйвом выкололи обручальные кольца у себя на пальцах. Ещё у Мии на руке выколот кельтский крест, вплетённый в цепь — такой же был у её матери — Сиринды, Миа выколола его после её смерти. Также у неё проколот язык.

## Фильмография
| Год  |   | Русское название                 | Оригинальное название    | Роль             |
| ---- | - | -------------------------------- | ------------------------ | ---------------- |
| 2000 | ф | A Little Bit of Lipstick (англ.) | A Little Bit of Lipstick | Лора Саймон      |
| 2002 | ф | People Are Dead (англ.)          | People Are Dead          | похититель людей |
| 2007 | ф | Час пик 3                        | Rush Hour 3              | Марша            |